# Rắn hổ mang
Rắn hổ mang là tên gọi chung của nhiều rắn độc thuộc họ Rắn hổ, hầu hết trong số đó thuộc chi Naja.

## Sinh thái
Tất cả các loài rắn hổ mang đều có nọc độc, có khả năng nâng phần đầu cơ thể lên và bành phần cổ ra tạo thành hình dạng mang phồng khi bị đe dọa. Hai loại rắn không có nọc độc, rắn mũi lợn và rắn hoa cỏ sọc, cũng dựng đứng lên và phồng mang nhưng không được xem là "rắn hổ mang"; tương tự như vậy, một số loài rắn có nọc độc, chẳng hạn như rắn mamba đen, cũng có khả năng bành phần da cổ ra nhưng không được gọi là "rắn hổ mang".

## Các loài rắn khác được gọi là "rắn hổ mang"
Các loài "rắn hổ mang" thuộc chi khác gồm có:
- Rắn rinkhals hay rắn hổ mang phun nọc cổ vòng (Hemachatus haemachatus) có hoa văn hình vòng trên cổ cũng như thói quen nâng cơ thể lên và phồng mang khi bị đe dọa [2]
- Rắn hổ mang chúa thuộc chi đơn loài ( Ophiophagus hannah) [3]
- Hai loài rắn hổ mang cây, rắn hổ mang cây Goldie (Pseudohaje goldii ) và rắn hổ mang cây đen ( Pseudohaje nigra ) [4]
- Hai loài rắn hổ mang mũi khiên, rắn san hô Cape (Aspidelaps lubricus) và rắn hổ mang mũi khiên (Aspidelaps scutatus ) [4] :p.76
- Hai loài rắn hổ mang sa mạc đen hoặc rắn đen sa mạc, Walterinnesia aegyptia và Walterinnesia morgani, cả hai loài đều không dựng lên và phồng mang khi bị đe dọa [4] :p.65
- Rắn san hô miền đông hay rắn hổ mang Mỹ (Micrurus fulvius), cũng không dựng lên và phồng mang khi bị đe dọa [4] :p.30

Rắn hổ mang nước giả (Hydrodynastes gigas) là loài "rắn hổ mang" duy nhất không thuộc họ Elapidae. Nó không dựng lên, chỉ hơi dẹt cổ khi bị đe dọa và chỉ có nọc độc nhẹ.:p.53